# Estación Sola (Roca)
Sola fue una estación ferroviaria de cargas y antiguamente taller del Ferrocarril del Sud ubicada en el barrio porteño de Barracas, en la Ciudad de Buenos Aires, Argentina.

## Servicios
Era una estación ferroviaria de cargas del Ferrocarril General Roca y antiguamente taller del Ferrocarril del Sud que funcionaba para los servicios provenientes desde la estación Olavarría en la provincia de Buenos Aires.
A partir de la muerte de una niña de 15 años que fue arrollada por una formación al pasar por la Villa 21-24, los ocupantes del sector comenzaron a bloquear el paso de los trenes e incendiaron el puente ferroviario sobre el Riachuelo, que quedó en condiciones intransitables y con riesgo de colapsar, por lo que fue clausurado. 
Por esto mismo, en agosto de 2021, el Ministerio de Transporte de la Nación y la concesionaria carguera Ferrosur Roca resolvieron suspender la circulación de trenes en el ramal a la estación.

## Ubicación e Infraestructura
Junto a la estación se construye la futura Estación Buenos Aires de la Línea Belgrano Sur.